# 明新科技大學旅館事業管理系
又稱明新旅館系、明新旅館管理與廚藝創意系，於民國87年成立旅館事業管理系，以結合旅館管理與廚藝創意兩大面向為主軸，以服務力、管理力、行銷力、創新力為主要教學核心。致力於"培養基礎理論與實際技能的專業旅館人員及廚藝創意產業的人才"為本系的教育目標。本系依國家發展、產業需求及配合教育部師生增能計畫(結合學界、業者、學生緊密結合)，亦輔以大一至大四學生各所需，推動各項系計畫(高中職策略聯盟計畫、實習訓練計畫、學海築夢計畫......等。)以培育本系學生成為兼具專業能力之旅館管理及廚藝創意人才。除了跨領域的學習外，跨境學習刺激學生的應變能力與累積國際移動力。因此明新科技大學積極推動學生海外實習計畫，其中旅館系是最先開始的，大三一整年在外實習，合作國家有日本、新加坡、帛琉等飯店旅館。
系館位置座落於明新科技大學立緒樓旁、保齡球館二樓

## 環境介紹
教室部分設有:
(一)、客務、房務實習教室：佔地近六十坪，除備有餐服考場規格、單人床兩張、活動式拉床兩張、專業房務備品推車等。專業教室除完成一般教學功能也提供輔導學生考取餐旅服務證照的練習場所，本教室另配備完整視聽設備，支援其他語言課程，如進行英、日語歌唱練習等多媒體教學。98年度提撥經費進行客、房務教室改建，將客、房務教室改建成階梯教室，但保留客房務實習的功能，並能容納更多學生，提供更多元用途。
(二)、語言教室：整合式3I電腦視聽語言教學實驗室，兼具語言統合性（Integration），學習互動性（Interaction）及學習者多元性（Diversity），整合電腦輔助語言教學及傳統視聽功能的語言教學內涵。本教室更含括了雙向式多媒體（Multimedia）及網際網路（Internet）的教學功能，可藉虛擬情境達到生活教學的目標；相關設備，有語言主控機、錄音機主控系統、錄放影機、DVD光碟機、60部多媒體電腦及液晶銀幕、英、日語教學軟體等。
(三)、旅館營運模擬實務教室：提供學生餐飲經營管理之實習場所，從餐廳主題營造、菜單設計、採買、庫存到製程、外場服務完成流程設計，及付諸實際營業操作，務使學生能將課程理論應用於實際操作練習。強化學生進入業界前之適應能力及專業技巧。93學年間更完成備餐廚房興建，使產品品質的提升更具專業水準，更聘有專業技術師資，協助管理及督導實習餐廳營運，使修課學生的操作技巧更符合現代業界之需求。
(四)、實習客房、實習商務中心：豪華五星級雙人房兩間，每間面積約15坪，實習商務中心一間約33評，提供設施如彩色液晶電視機、音響、專屬網路、電話與國際會議簡報相關設備等，可提供本系教師示範教學及學生實習使用
(伍)、實習櫃檯：實習客房櫃檯設施完備，提供辦理住客C/I、C/O等服務教學，學生在實習櫃檯可模擬與顧客接觸之實地演練。
(六)、餐飲實習與飲務教室：提供專業餐飲訓練，使學生具備專業餐飲人員服務技術，餐飲服務訓練教導學生鋪設餐具、餐具擺設、口布摺疊、桌旁服務等技巧。飲料調製訓練可使學生實際操作調製雞尾酒及果汁、咖啡、茶等。
(七)、廚藝教室：提供學生廚藝專業教學，並接受職訓局或職業工會之委託作在職訓練或證照輔考。
(八)、商學館專業教室：客務情境教學教室、俱樂部情境教學教室、餐服訓練教學教室，此三間教學教室位於本校服務學院第二教學大樓，為99評鑑後本系新建置之專業教室，每間教室約28坪，每年由教育部經費之補助，逐年擴增設備。
以及系本館提供學生查詢資料的資訊電腦區，會議室及休憩區等。

## 歷屆系主任
民國87年 陳君杰
民國89年 嚴本立
民國92年 鍾志權
民國93年 吳吉昌
民國94年 彭康麟 (代理)
民國96年 李正雲 (代理)
民國99年~100年第一學期 蕭淑華 (代理)
民國100年第二學期~104年第一學期 蔡倩雯
民國104年第二學期 蕭淑華 (代理)
民國105年第一學期~ 張博能

## 四技/二技與產學合作班
民國87年  招收第一屆四技（一班）
民國88年  招收四技（兩班）及第一屆進修部
民國89年  招收第一屆二技班
民國95年  二技末屆班
民國98年  招收第一屆產學攜手專班

## @House
由旅館系二年級自行經營模擬餐廳，每客台幣200元，於每周三中午11:00到下午14:00對外開放。
可供學生們學習創造力及管理的能力。
@House分為三組別，內勤組、外場服務及行銷組
(一)、內勤組:負責食材準備、廚房餐點製作
(二)、外場服務:負責指引客人帶位，餐點配送及介紹，及整理環境
(三)、行銷組:於營業前一周推銷餐點，推出促銷優惠

### 未來更名
預計於民國108學年度更名為旅館管理與廚藝創意系

### 外部連結
明新科技大學
旅館事業管理系 （页面存档备份，存于）
明新科技大學 （页面存档备份，存于）
1. ↑  明新科技大學. .   [2019-01-21]. （原始内容存档于2018-11-01）.
2. ↑  季大仁. . 台灣好新聞. 2016-02-26  [2016-02-26]. （原始内容存档于2019-01-24）.
3. ↑  . （原始内容存档于2019-01-14）.
4. ↑  . 遠見雜誌. （原始内容存档于2019-02-10）.
5. ↑  . webc2.must.edu.tw.   [2019-02-18]. （原始内容存档于2019-02-19）.
6. ↑  . 1111人力銀行大學網.   [2019-02-09]. （原始内容存档于2019-02-09）.
7. ↑  . Scientific American. 1954-05, 190 (5): 104–104. ISSN 0036-8733. doi:10.1038/scientificamerican0554-104.
8. ↑  . webc2.must.edu.tw.   [2019-02-16]. （原始内容存档于2019-02-16）.
9. ↑  誾宣震. . 今日新聞NOWNEWS. 2018-12-10  [2018-12-10]. （原始内容存档于2019-03-02）.
10. ↑  黃美珠. . 自由時報. 2017-10-25  [2017-10-25]. （原始内容存档于2019-01-21）.
11. ↑  邱立雅. . 中時電子報. 2017-10-25  [2017-10-25]. （原始内容存档于2019-02-09）.
12. ↑  常似虎. . 今日新聞 NOWNEWS. 2018-06-25  [2018-06-25]. （原始内容存档于2019-03-02）.
13. ↑  . news.ltn.com.tw.   [2019-02-09]. （原始内容存档于2019-02-09）.
14. ↑  . webc2.must.edu.tw.   [2019-02-09]. （原始内容存档于2019-02-08）.